# الصبيخ (المضاربة والعارة)

تعديل مصدري - تعديل

الصبيـخ هي إحدى قرى عزلة العارة بمديرية المضاربة والعارة التابعة لمحافظة لحج، بلغ تعداد سكانها 64 نسمة حسب تعداد اليمن لعام 2004.